# ハジロミズナギドリ
ハジロミズナギドリ（羽白水薙鳥、学名:Pterodroma solandri）は、ミズナギドリ目ミズナギドリ科に分類される鳥類の一種。

## 分布
オーストラリア東部沖のロードハウ島と付近の島嶼のみで繁殖する。非繁殖期には北太平洋に北上するが、北西部の方が数が多い。
日本では、春から秋にかけて本州中部から北海道にかけての太平洋岸で観察される。通常は1羽から数羽で記録されるが、50羽以上の群れが観察されたこともある。また、冬季の記録もある。

## 形態
全長約40cm。翼開長は95-105cm。全身暗色の大型種で、背面は濃くスレート暗褐色、くちばし周辺のみ白い斑点がある。体の下面は、やや淡い黒褐色である。翼の下面は初列風切基部の白色が特徴的で、黒い円帯がある。くちばしと脚は黒色である。尾はくさび型でやや長い。
雌雄同色である。

## 生態
繁殖期以外は海洋に生息する。
翼は長く、羽ばたきはやや緩やかで低い滑空で飛ぶが、風波があれば弧をえがいて速く飛ぶ。海上の比較的高い場所を飛んでいることが多い。
食性は動物食で、魚類や軟体動物などを捕食する。
繁殖形態は卵生。繁殖期にはコロニーを形成し、岩の間や土中に穴を掘って営巣し、1卵を産む。 